# Mad Dog McCree
Mad Dog McCree é um jogo eletrônico de tiro (shooter) de 1990. Trata-se de um filme Live-action, em que o jogador interage em algumas poucas cenas.
O jogo foi lançado primeiramente para arcade. Depois, ganhou versões para os consoles PC, CD-i, Sega-CD e 3DO Interactive Multiplayer, com a mídia Laserdisc.
Em 1992, foi lançado sua sequência: Mad Dog II: The Lost Gold

## Relançamentos
- Em 2009, ele foi relançado em um pacote para Nintendo Wii, que incluía também as continuações Mad Dog 2: The Lost Gold e The Last Bounty Hunter.[1]

- Em Dezembro de 2011, foi relançado para iOS, com versões para iPhone e iPod Touch.[2]

- Em Junho de 2012, ganhou uma versão para Nintendo 3DS,  em uma versão 2D mesmo, disponível via Nintendo eShop. A conversão ficou a cargo da Engine Software.[3]

- Em janeiro de 2013, o jogo foi re-lançado para PS3 (exclusivo para download via PSN). Idêntico a versão de fliperama, porém com um visual remasterizado, ele é compatível com o Playstation Move, e pode ser jogado por até quatro jogadores de maneira cooperativa.[4]

## Sinopse
| “ | "O vigarista Mad Dog McCree e seu bando de assassinos sanguinários tomaram conta da cidade, seqüestraram o prefeito e sua filha, e os colocaram num esconderijo. Estes homens são cruéis e destemidos. O que esta cidade precisa é de um rápido e certeiro atirador para acabar com as injustiças e a má conduta. Somente o melhor atirador encontrará Mad Dog McCree na disputa final. Tenha certeza que sua Colt 44' com 6 tiros está carregada e caminhe para o duelo." | ” |